# بیدستر کوهی
بیدستر کوهی(نام علمی: Aplodontia rufa) نام یک گونه از زیرراسته سنجاب‌ریختان است.